# Hans Georg von Mackensen

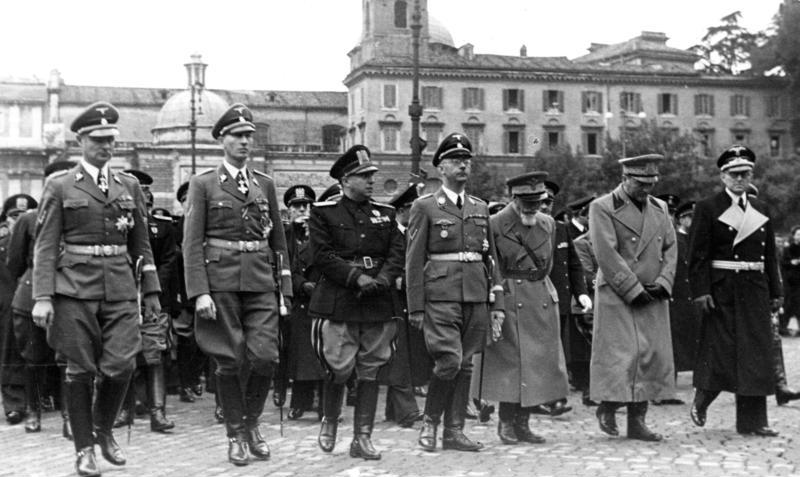
Hans Georg von Mackensen (rechts) bei der Beisetzung des italienischen Polizeichefs Arturo Bocchini in Rom (21. November 1940)

Hans Georg Viktor Mackensen, ab 1899 von Mackensen (* 26. Januar 1883 in Berlin; † 28. September 1947 in Konstanz) war ein deutscher Staatssekretär, Botschafter und SS-Gruppenführer.

## Leben

### Herkunft
Mackensens Vater war der 1899 nobilitierte, spätere Generalfeldmarschall August von Mackensen; seine Mutter Dorothea von Mackensen (1854–1905) war eine geborene von Horn. Er hatte vier Geschwister. Die Schwestern Else (1881–1888) und Ruth (1897–1945) sowie die Brüder Manfred (1886–1945) und Eberhard.
Hans Georg wurde als Kind zusammen mit Prinz August Wilhelm von Preußen erzogen.

### Ausbildung
1901 legte er am Joachimsthaler Gymnasium in Berlin das Abitur ab und schlug beim 1. Garde-Regiment zu Fuß die Offizierslaufbahn ein. 1903 wurde er zum Leutnant befördert.
1904 begann er mit dem Studium der Rechtswissenschaften und Nationalökonomie. Die ersten beiden Semester seines Studiums absolvierte er 1904/1905 an der Universität in Lausanne, wechselte dann nach Bonn, Straßburg und Berlin, bis 1911 an der Universität in Greifswald seine Promotion als Dr. jur. erfolgte.

### Werdegang
Daraufhin erhielt er Beschäftigungen beim Amtsgericht in Werder an der Havel, beim Landgericht Potsdam und der dortigen Staatsanwaltschaft. Kurz vor Ausbruch des Ersten Weltkriegs war er beim damaligen Oberlandesgericht Posen eingesetzt. Im letzten Kriegsjahr hatte Mackensen das Assessorexamen abgelegt und erhielt daraufhin eine Anstellung beim preußischen Justizministerium. Zugleich war Mackensen, zuletzt im Range eines Hauptmanns, von 1905 bis 1919 persönlicher Adjutant des Prinzen August Wilhelm von Preußen.
Im Mai 1919 wurde er als Attaché ins Auswärtige Amt berufen. Einsätze in Kopenhagen 1920 und ab Ende 1922 an der Seite von Reichsaußenminister Frederic von Rosenberg führten 1923 zu seiner Versetzung nach Rom, wo seit 1922 Konstantin von Neurath als Botschafter beim Königreich Italien wirkte. Dort war Mackensen ab September 1923 Gesandtschaftsrat 1. Klasse. In Rom lernte er seine spätere Ehefrau, Winifred Christine Freifrau von Neurath (* 23. September 1904 – 1985), die Tochter des seinerzeitigen Botschafters und späteren Reichsaußenministers kennen. Am 10. August 1926 heiratete er sie im Leinfelder Hof bei Vaihingen an der Enz. Von Rom wechselte Mackensen im August 1926 nach Brüssel, wo er bis Sommer 1929 blieb. Daran schloss sich sein Einsatz als Geschäftsträger in Tirana an, der Hauptstadt des seinerzeitigen Königreichs Albanien. Im Juli 1931 war Mackensen Botschaftsrat in Madrid.
Zum 1. Mai 1934 trat Mackensen der NSDAP bei (Mitgliedsnummer 3.453.634):66 und war ab Dezember 1933 Gesandter I. Klasse in Budapest. Von den 22 Gesandten I. Klasse waren im August 1934 vier als NSDAP-Mitglieder gemeldet. Drei, Hans Georg von Mackensen, Edmund Freiherr von Thermann und Heinrich Freiherr Rüdt von Collenberg waren der NSDAP seit dem Regierungswechsel beigetreten.:65 Für Mackensen, Thermann und Rüdt galt, dass sie den Nationalsozialismus begrüßten.:66 Mackensen wurde als ein überzeugter Anhänger Hitlers eingeschätzt. Er unterhielt persönliche Kontakte zum Reichsführer SS Heinrich Himmler. Der stärkeren Fühlungnahme des Auswärtigen Amtes in Richtung NSDAP galt der Schritt von Reichsaußenminister Neurath, seinen Schwiegersohn Mackensen am 15. April 1937 als Nachfolger des 1936 verstorbenen Bernhard Wilhelm von Bülow als Staatssekretär des Auswärtigen Amtes ins Haus zu holen. Durch seine bisherige Hinwendung zum Nationalsozialismus und seine Kontakte in diese Kreise, bot Mackensen die Möglichkeit, der NSDAP Zutritt in die von konservativen Beamten getragene Behörde zu verschaffen.
Noch im November des gleichen Jahres wurde Mackensen Mitglied der SS (SS-Nummer 289.239) und erhielt den Dienstrang eines SS-Oberführers. Damit gehörte er der Allgemeinen SS an und war bei der Berliner Zentralbehörde dem persönlichen Stab des Reichsführers SS zugeordnet. Eine solche Mitgliedschaft erfolgte freiwillig und auf Antrag. Zwar hatte von Mackensen keine Dienststellung innerhalb der SS-Organisation inne, dennoch ist seine persönliche Rolle im Hinblick auf das Bemühen Himmlers, Einbruchstellen für SS-Angehörige zu schaffen, um NS-Rituale und NS-Weltanschauung personell in der Institution des Auswärtigen Amtes zu verankern, bis heute nicht eindeutig geklärt. Zu jeder Zeit und sehr prompt reagierte von Mackensen auf Beförderungen und Ehrungen innerhalb der SS-Hirarchie mit ausgewählten Worten der Dankbarkeit und Versicherung seiner Treue.
Mackensen war Mitglied des Johanniterordens und Ehrenritter. Bereits am 29. November 1935 war durch Erlass des Reichs- und Preußischen Ministers des Innern die weitere Verleihung von Ehrenritter- und Rechtsritterkreuzen verboten worden. Am 2. Juli 1938 wurde per Erlass (78/38) des Stellvertreters von Adolf Hitler, Rudolf Heß, die Unvereinbarkeit der Mitgliedschaft zur NSDAP und des Ordens festgestellt und die gleichzeitige Zugehörigkeit zum Orden und zur NSDAP verboten. Mackensen trat daraufhin aus dem Orden aus. Betroffen waren etwa zehn Prozent der Johanniter, hauptsächlich Gutsbesitzer.

### Botschafter beim Königreich Italien
Mit der Ablösung seines Schwiegervaters Konstantin Freiherr von Neurath als Reichsminister des Äußeren am 4. Februar 1938, bat Mackensen um Entbindung aus dem Amt des Staatssekretärs und einen Einsatz im Ausland. Daraufhin wurde Mackensen am 19. März 1938 Nachfolger von Ulrich von Hassell, dem wegen seiner Kritik an der Italienpolitik Adolf Hitlers zur Disposition gestellten Botschafter beim Königreich Italien. 
Mit seinem Wirken in Italien trug Mackensen wesentlich zur Ausprägung der Achse Berlin–Rom bei und stärkte dabei für allem das nationalsozialistische Bündnis sowie die gemeinsame Haltung zur Kriegsbereitschaft beider Länder. Am 30. Januar 1942 wurde er zum SS-Brigadeführer befördert und erhielt drei Jahre später den Rang eines SS-Gruppenführers beim Stab des Reichsführers SS.
Als es im Sommer 1942 zu konkreten Schritten der Deportation und „Endlösung der Judenfrage“, getragen durch das Reichssicherheitshauptamt und die Abteilung Deutschland im Auswärtigen Amt, kam, wurde von Mackensen auch in diesem Sinne mit seinem Amt aktiv. Mehrfach bemühte er sich darum, dass der italienische Bündnispartner die europaweit begonnenen Deportationsschritte der jüdischen Bevölkerung mittrug. Obwohl Regierungschef Benito Mussolini offiziell dem deutschen Druck nachgab, blockierte Italien dieses Vorhaben weiterhin. „Die Bemühungen von Botschafter Mackensen in Rom reichten nicht aus, um sie (Italien) zu einer Kooperation zu bewegen“.

### Berufsende
Auch das Ansinnen Hitlers und der dahin gerichtete Druck auf seinen Botschafter in Rom, auf eine baldige Absetzung Benito Mussolinis hinzuwirken, waren nicht von Erfolg. Daher wurde Mackensen am 2. August 1943 nach einem Gespräch mit Hitler seines Amtes enthoben.
1944 wurde Mackensen in den einstweiligen Ruhestand versetzt.

### Gefangennahme und Tod
Im Mai 1945 geriet Mackensen in französische Gefangenschaft. Er verstarb in Konstanz am Bodensee in der Französischen Besatzungszone an Lungenkrebs, noch bevor er im Prozess gegen Beamte des Auswärtigen Amtes als Zeuge aussagen konnte.

## Ehrungen
- 1939 SS-Ehrenring

## Publikationen
- Beiträge zur Lehre vom Grundstückserwerb durch Ausländer. Dissertation Universität Greifswald 1911.